# Konětopy
Konětopy är en ort i Tjeckien.   Den ligger i regionen Mellersta Böhmen, i den centrala delen av landet, 27 km nordost om huvudstaden Prag. Konětopy ligger 182 meter över havet och antalet invånare är 259.
Terrängen runt Konětopy är platt. Runt Konětopy är det ganska tätbefolkat, med 78 invånare per kvadratkilometer. Närmaste större samhälle är Černý Most, 19,8 km söder om Konětopy. Trakten runt Konětopy består till största delen av jordbruksmark.